# Institut du développement durable et des relations internationales
L'Institut du développement durable et des relations internationales (IDDRI), créé en 2001 par Laurence Tubiana et Michel Colombier, est un institut de recherche indépendant sur les politiques basé à Paris. Il a pour objectif de placer le développement durable au cœur des relations internationales, des politiques publiques et des stratégies privées. 
L’institut se penche sur 4 domaines : le climat, la biodiversité et les écosystèmes, l’océan et la gouvernance du développement durable.

## Organisation
Après avoir été présidé par Jean Jouzel (CEA), l'Iddri est présidé par Michel Eddi (Cirad) depuis 2019. Sébastien Treyer en est le directeur général depuis 2019,, après Laurence Tubiana (jusqu'en 2014) et Teresa Ribera (jusqu'en 2018). Michel Colombier est directeur scientifique de l'institut.
Au conseil d'administration siègent différents acteurs de la société :
- collège des fondateurs : BNP Paribas, EDF, Engie, Entreprises pour l'environnement, Veolia
- collège des membres de droit : Ademe, Agence française de développement (AFD), Cirad, CNRS, Inra
- collège des personnalités qualifiées : Célia Blauel (Mairie de Paris), Jean-François Collin (Cour des Comptes), Michel Gardette (Sciences Po), Jean Jouzel (CEA), Laurence Tubiana (European Climate Foundation)

Le conseil d’administration est appuyé par un conseil scientifique, qui assure une veille des questions scientifiques émergentes et aide à identifier les nouveaux axes de recherche, dirigé par Claude Henry, et par un conseil d’orientation stratégique, qui réunit des représentants des différentes parties prenantes pour veiller à la pertinence de la programmation et des modalités d’intervention de l’institut, dirigé par Julia Marton-Lefèvre.[réf. souhaitée]
L’Iddri est une fondation reconnue d’utilité publique.